# Ochogona apfelbecki
Ochogona apfelbecki är en mångfotingart som först beskrevs av Karl Wilhelm Verhoeff 1897.  Ochogona apfelbecki ingår i släktet Ochogona och familjen knöldubbelfotingar. Inga underarter finns listade i Catalogue of Life.